# Liam Smith (Fußballspieler, 1996)
Liam Smith (* 10. April 1996 in Dalgety Bay) ist ein schottischer Fußballspieler, der zuletzt bei Dundee United spielte.

## Karriere

### Verein
Liam Smith wurde im April 1996 in der schottischen Küstenstadt Dalgety Bay etwa 26 km südöstlich der schottischen Hauptstadt Edinburgh geboren. Er begann seine Fußballkarriere beim Hillfield Swifts Boys Club. Als 9-Jähriger wechselte Smith in die Youth Academy der Glasgow Rangers. Im Alter von 14 Jahren wurde er bei den Rangers aussortiert, und er wechselte zu Heart of Midlothian. Im Juli 2014 unterschrieb Smith in Edinburgh einen zweijährigen Profivertrag bei den Hearts. Sein Profidebüt gab er im August 2014 im Challenge Cup gegen den FC Livingston. Nach seinem Debüt wurde Smith noch im gleichen Monat bis Juni 2015 an den schottischen Viertligisten FC East Fife verliehen. Für den Verein spielte er in der Saison 2014/15 in 21 Spielen und konnte im Spiel gegen den FC Queen’s Park seinen ersten Treffer erzielen. Nach seiner Rückkehr zu den Hearts spielte er in der Erstligasaison 2015/16 zehnmal im Trikot des Hauptstadtvereins. Nach zwei weiteren Einsätzen zu Beginn der Saison 2016/17, wurde Smith von September 2016 bis Januar 2017 an die zweitklassigen Raith Rovers verliehen. Im August 2017 folgte eine Leihe zum FC St. Mirren. Mit dem Verein wurde Smith am Ende der Saison Zweitligameister. Im August 2018 wechselte Smith zu Ayr United. Nach einer Spielzeit unterschrieb er bei Dundee United und stieg mit dem Verein sofort in die Scottish Premiership auf.

### Nationalmannschaft
Liam Smith spielte im Jahr 2015 einmal in der U-19 von Schottland gegen Kroatien. Ab 2016 folgten dann erste Einsätze in der U-21 gegen Mazedonien und Slowenien.